# Austrohancockia guangxiensis
Austrohancockia guangxiensis är en insektsart som beskrevs av Zheng, Z. och G. Jiang 1998. Austrohancockia guangxiensis ingår i släktet Austrohancockia och familjen torngräshoppor. Inga underarter finns listade i Catalogue of Life.